# 高松東インターチェンジ
高松東インターチェンジ（たかまつひがしインターチェンジ）は、香川県高松市前田東町にある高松自動車道のインターチェンジである。
2025年（令和7年）2月27日より料金所がETC専用になっている。

## 概要

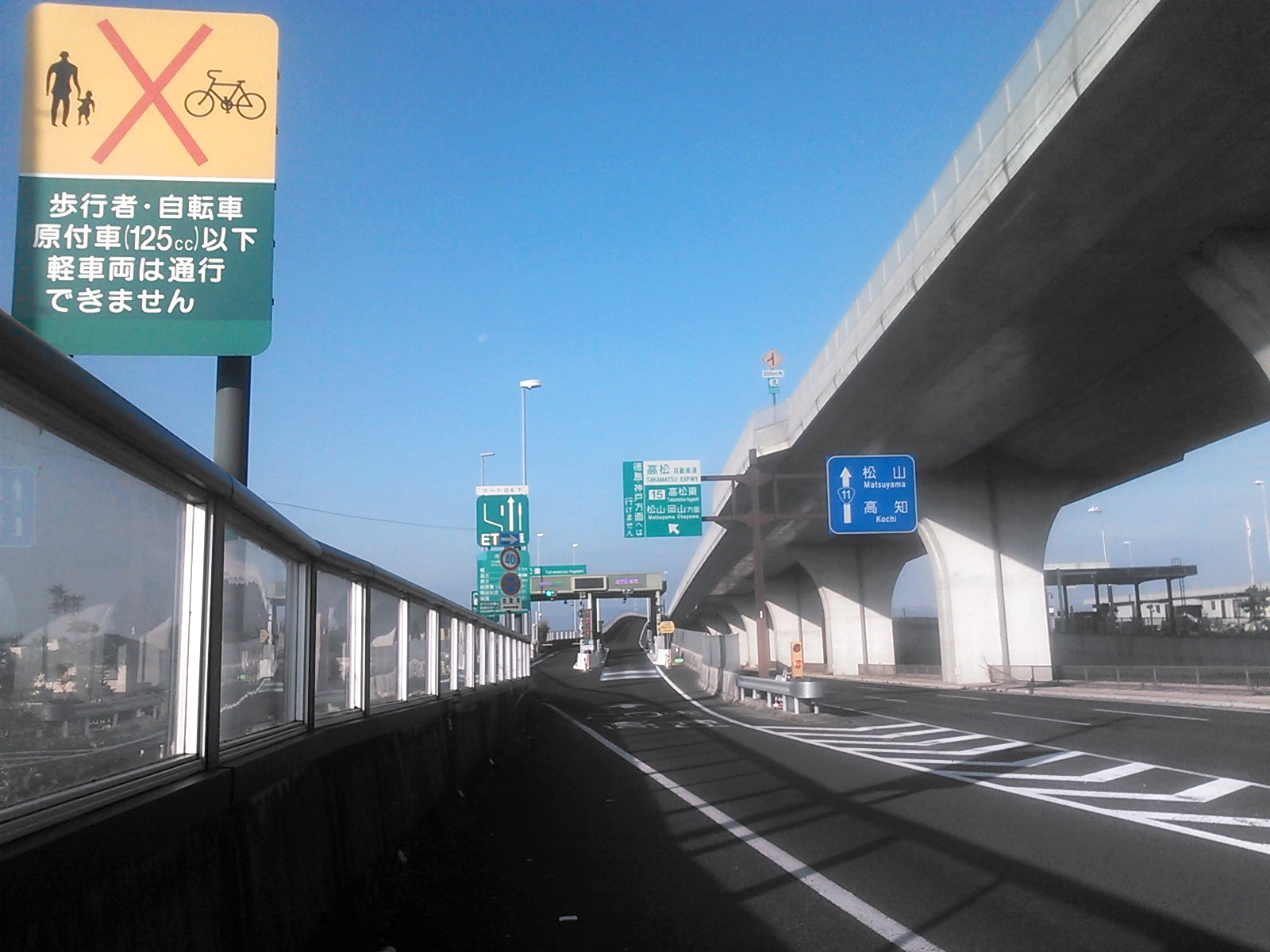
遠景。高松自動車道高架の奥にあるのが高松中央IC方面からの出口

松山・岡山方面行きのみのハーフインターチェンジで、同様に徳島・神戸方面行きのハーフインターであるさぬき三木ICとセットである。木田郡三木町の最寄りインターチェンジの1つであり、近くに香川大学医学部と附属病院（木田郡三木町）がある。
ランプウェイ自体は2001年3月のさぬき三木IC - 高松中央IC間の開通時に完成していたが、供用されたのは高松中央IC - 高松西IC開通時である。
さぬき三木ICとの間にある高松市と三木町の境界から津田東までの間は、一般有料道路の国道11号高松東道路として建設された。このため、高速自動車国道に編入された現在でも、本ICから津田東ICまでは、他の高速自動車国道とは異なる独自の料金体系となっている。

## 道路
- E11 高松自動車道
- 接続する道路：国道11号

## 料金所

### 入口
- ブース数:2
  - ETC専用:1
  - ETC・サポート:1

### 出口
- ブース数:2
  - ETC専用:1
  - サポート:1

## 周辺
- 香川大学医学部・附属病院

## 隣
E11 高松自動車道
(14)さぬき三木IC - 獅子の里三木BS -  (15) 高松東IC  - (16)高松中央IC